# Cribrilaria parva
Cribrilaria parva är en mossdjursart som beskrevs av Winston och Hakansson 1986. Cribrilaria parva ingår i släktet Cribrilaria och familjen Cribrilinidae. Inga underarter finns listade i Catalogue of Life.